# Långnässjön
Långnässjön är en sjö i Örnsköldsviks kommun i Ångermanland och ingår i Nätraån-Ångermanälvens kustområde. Sjön är 24 meter djup, har en yta på 0,736 kvadratkilometer och befinner sig 129 meter över havet. Sjön avvattnas av vattendraget Näskeån.

## Delavrinningsområde
Långnässjön ingår i det delavrinningsområde (701057-162768) som SMHI kallar för Utloppet av Långnässjön. Medelhöjden är 186 meter över havet och ytan är 8,1 kvadratkilometer. Det finns ett avrinningsområde uppströms, och räknas det in blir den ackumulerade arean 33,02 kvadratkilometer. Avrinningsområdets utflöde Näskeån mynnar i havet. Avrinningsområdet består mestadels av skog (75 procent). Avrinningsområdet har 0,73 kvadratkilometer vattenytor vilket ger det en sjöprocent på 9,1 procent.